# Francesco Sacco
Francesco Sacco (Santa Croce di Magliano, 20 settembre 1877 – Montecatini Terme, 17 agosto 1958) è stato un generale e politico italiano.

## Biografia
Generale di divisione a riposo, combattente nella guerra di Abissinia, nella guerra italo-turca e nella prima guerra mondiale, aderisce al fascismo nel 1921 e prende parte alla marcia su Roma come comandante di colonna. 
Luogotenente generale della Milizia volontaria per la sicurezza nazionale, di cui fu capo di stato maggiore, fu colui che giustificò la sottrazione alla polizia giudiziaria del bagaglio sequestrato ad Amerigo Dumini, al momento dell'arresto, da parte del capo della polizia, generale Emilio De Bono: questi nella sua lettera-testamento, scritta subito dopo l'estromissione dalla guida della polizia, qualificò Sacco e Italo Balbo come "fedelissimi (...) coi quali non ebbi mai segreti".
Fu nominato senatore del Regno quattro mesi prima della caduta del fascismo.